# HLA Challenge 2024/25
Die HLA Challenge 2024/25 begann im September 2024. Der Grunddurchgang der Liga wird in zwei Staffeln ausgetragen. Am Ende der Saison treffen die besten Mannschaften in eine Finalserie aufeinander.

## Modus
In der zweithöchsten Spielklasse, der HLA Challenge, sind 18 Teams vertreten. Die Meisterschaft wird in mehrere Phasen gegliedert. In der Hauptrunde werden die Teams in zwei Staffeln eingeteilt. Die Staffel Süd-Ost umfasst die Bundesländer Burgenland, Kärnten, Niederösterreich, Steiermark und Wien, die Staffel Nord-West Oberösterreich, Salzburg, Tirol und Vorarlberg. In den Staffeln wird eine einfache Hin- und Rückrunde gegen jeden Gegner ausgetragen. Anschließend spielen die Top vier der Staffel Süd-Ost und die besten zwei Teams der Gruppe Nord-West in einer weiteren Hin- und Rückrunde um den Aufstieg in die Handball Liga Austria. Die restlichen Teams spielen in ihren Staffeln gegen den Abstieg.

## Hauptrunde

### Staffel Süd-Ost
| Pl.                              | Verein                           | Sp. | S  | U | N  | Tore      | Diff. | Punkte |
| -------------------------------- | -------------------------------- | --- | -- | - | -- | --------- | ----- | ------ |
| 1.                               | UHC Hollabrunn                   | 18  | 16 | 0 | 2  | 0562:4960 | +66   | 32     |
| 2.                               | Handballclub Fivers Margareten 2 | 18  | 15 | 0 | 3  | 0620:5320 | +88   | 30     |
| 3.                               | Union St. Pölten                 | 18  | 12 | 3 | 3  | 0617:5510 | +66   | 27     |
| 4.                               | WAT Atzgersdorf                  | 18  | 12 | 0 | 6  | 0570:4880 | +82   | 24     |
| 5.                               | Union Leoben                     | 18  | 10 | 2 | 6  | 0589:5710 | +18   | 22     |
| 6.                               | Union Korneuburg                 | 18  | 7  | 1 | 10 | 0481:5100 | −29   | 15     |
| 7.                               | Brixton Fire Krems Langenlois    | 18  | 6  | 0 | 12 | 0531:5600 | −29   | 12     |
| 8.                               | WAT Fünfhaus                     | 18  | 5  | 0 | 13 | 0529:5520 | −23   | 10     |
| 9.                               | Perchtoldsdorf Devils            | 18  | 3  | 0 | 15 | 0507:6100 | −103  | 6      |
| 10.                              | HIB Graz                         | 18  | 1  | 0 | 17 | 0447:5830 | −136  | 2      |
| Quelle: ÖHB, Stand: 9. März 2025 |                                  |     |    |   |    |           |       |        |

| Legende | Legende           |
| ------- | ----------------- |
|         | Aufstiegs-Playoff |
|         | Abstiegsrunde     |

### Torschützenliste Hauptrunde Staffel Süd-Ost
| Platzierung | Spieler                       | Verein                        | Position       | Spiele | Tore | 7-Meter | Feldtore |
| ----------- | ----------------------------- | ----------------------------- | -------------- | ------ | ---- | ------- | -------- |
| 1           | Matthias Bruckner             | Union St. Pölten              | Linksaußen     | 17     | 154  | 20/27   | 134      |
| 2           | Jan Neumaier                  | Union St. Pölten              | Rückraum Links | 17     | 112  | 0/0     | 112      |
| 3           | Fabian Hellerschmid           | Brixton Fire Krems Langenlois | Linksaußen     | 16     | 98   | 44/53   | 54       |
| 3           | Hari Pavlov                   | UHC Hollabrunn                | Rückraum Mitte | 18     | 98   | 9/14    | 89       |
| 5           | Dino Mustafic                 | Union Leoben                  | Rückraum Mitte | 18     | 93   | 3/4     | 90       |
| 5           | Jonathan Provin               | UHC Hollabrunn                | Linksaußen     | 18     | 93   | 15/20   | 78       |
| 7           | John Baxter                   | WAT Fünfhaus                  | Rückraum       | 18     | 92   | 1/1     | 91       |
| 7           | Raul Stefan Bote              | Union Leoben                  | Kreisläufer    | 18     | 92   | 2/3     | 90       |
| 9           | Florian Falthansl-Scheinecker | WAT Atzgersdorf               | Linksaußen     | 18     | 90   | 41/50   | 49       |
| 10          | Bence Stab                    | WAT Fünfhaus                  | Rückraum Mitte | 17     | 85   | 19/21   | 66       |
| 10          | Alexander Lechner             | HIB Graz                      | Rückraum       | 18     | 85   | 2/3     | 83       |

### Staffel Nord-West
| Pl.                              | Verein                         | Sp. | S  | U | N  | Tore      | Diff. | Punkte |
| -------------------------------- | ------------------------------ | --- | -- | - | -- | --------- | ----- | ------ |
| 1.                               | Handball Tirol 2               | 16  | 16 | 0 | 0  | 0568:4060 | +162  | 32     |
| 2.                               | Alpla HC Hard FT               | 16  | 13 | 0 | 3  | 0543:4580 | +85   | 26     |
| 3.                               | Bregenz Handball FT            | 16  | 8  | 1 | 7  | 0478:4600 | +18   | 17     |
| 4.                               | SK Konstant Traun              | 16  | 7  | 3 | 6  | 0529:5230 | +6    | 17     |
| 5.                               | SG Hc Linz AG / Neue Heimat FT | 16  | 7  | 0 | 9  | 0484:5120 | −28   | 14     |
| 6.                               | UHC Salzburg                   | 16  | 6  | 2 | 8  | 0464:4730 | −9    | 14     |
| 7.                               | Spiders Wels                   | 16  | 4  | 3 | 9  | 0459:4720 | −13   | 11     |
| 8.                               | HcB Lauterach                  | 16  | 4  | 3 | 9  | 0505:5570 | −52   | 11     |
| 9.                               | Handball Tirol FT              | 16  | 1  | 0 | 15 | 0394:5630 | −169  | 2      |
| Quelle: ÖHB, Stand: 9. März 2025 |                                |     |    |   |    |           |       |        |

| Legende | Legende           |
| ------- | ----------------- |
|         | Aufstiegs-Playoff |
|         | Abstiegsrunde     |

### Torschützenliste Hauptrunde Staffel Nord-West
| Platzierung | Spieler               | Verein                         | Position        | Spiele | Tore | 7-Meter | Feldtore |
| ----------- | --------------------- | ------------------------------ | --------------- | ------ | ---- | ------- | -------- |
| 1           | Philipp Preinfalk     | SK Konstant Traun              | Rückraum Links  | 15     | 118  | 18/27   | 100      |
| 2           | Matthias Hämmerle     | Alpla HC Hard FT               | Rückraum Links  | 16     | 117  | 36/48   | 81       |
| 3           | Luca Lechleitner      | Handball Tirol 2               | Rückraum Rechts | 15     | 110  | 11/12   | 99       |
| 4           | Dejan Golubovic       | SK Konstant Traun              | Kreisläufer     | 14     | 102  | 26/33   | 76       |
| 5           | Julius Hemmes         | UHC Salzburg                   | Rückraum Mitte  | 16     | 96   | 24/38   | 72       |
| 6           | Dominik Oppermann     | SK Konstant Traun              | Linksaußen      | 16     | 95   | 5/5     | 90       |
| 7           | Lukas Fritsch         | Alpla HC Hard FT               | Rückraum Links  | 12     | 89   | 1/2     | 88       |
| 8           | Marques Nana Agyapong | SG Hc Linz AG / Neue Heimat FT | Rückraum Links  | 16     | 88   | 0/0     | 88       |
| 9           | Mihael Ujdur          | HcB Lauterach                  | Rückraum Mitte  | 15     | 86   | 8/13    | 78       |
| 10          | Sebastian Aufhauser   | UHC Salzburg                   | Rückraum Mitte  | 14     | 85   | 7/14    | 78       |

## Aufstiegs-PlayOff
| Pl.                              | Verein                           | Sp. | S | U | N | Tore      | Diff. | Punkte |
| -------------------------------- | -------------------------------- | --- | - | - | - | --------- | ----- | ------ |
| 1.                               | UHC Hollabrunn                   | 9   | 7 | 1 | 1 | 0301:2570 | +44   | 15     |
| 2.                               | Handballclub Fivers Margareten 2 | 9   | 4 | 4 | 1 | 0306:2700 | +36   | 12     |
| 3.                               | WAT Atzgersdorf                  | 9   | 5 | 2 | 2 | 0232:2230 | +9    | 12     |
| 4.                               | Union St. Pölten                 | 9   | 5 | 1 | 3 | 0289:2730 | +16   | 11     |
| 5.                               | Handball Tirol 2                 | 9   | 1 | 0 | 8 | 0260:2840 | −24   | 2      |
| 6.                               | Alpla HC Hard FT                 | 9   | 1 | 0 | 8 | 0210:2910 | −81   | 2      |
| Quelle: ÖHB, Stand: 23. Mai 2025 |                                  |     |   |   |   |           |       |        |

| Legende | Legende                        |
| ------- | ------------------------------ |
|         | Aufstieg Handball Liga Austria |

## Abstiegsrunde

### Staffel Süd-Ost
|          | Verein                        | R | S | U | N | Tore    | Diff. | Punkte |
| -------- | ----------------------------- | - | - | - | - | ------- | ----- | ------ |
| 1.       | Union Korneuburg              | 9 | 6 | 1 | 2 | 270:248 | +22   | 21:5   |
| 2.       | Union Leoben                  | 9 | 3 | 2 | 4 | 299:298 | +1    | 19:10  |
| 3.       | WAT Fünfhaus                  | 9 | 6 | 1 | 2 | 268:245 | +23   | 18:5   |
| 4.       | Brixton Fire Krems Langenlois | 9 | 6 | 0 | 3 | 274:260 | +14   | 18:6   |
| 5.       | Perchtoldsdorf Devils         | 9 | 3 | 2 | 4 | 271:275 | −4    | 11:10  |
| 6.       | HIB Graz                      | 9 | 0 | 0 | 9 | 234:290 | −56   | 1:18   |
| Endstand |                               |   |   |   |   |         |       |        |

### Staffel Nord-West
|          | Verein                         | R | S | U | N | Tore    | Diff. | Punkte |
| -------- | ------------------------------ | - | - | - | - | ------- | ----- | ------ |
| 1.       | Bregenz Handball FT            | 6 | 6 | 0 | 0 | 203:150 | +53   | 21:0   |
| 2.       | SK Konstant Traun              | 6 | 3 | 1 | 2 | 193:202 | −9    | 16:5   |
| 3.       | Spiders Wels                   | 6 | 3 | 2 | 1 | 192:169 | +23   | 14:4   |
| 4.       | SG Hc Linz AG / Neue Heimat FT | 6 | 3 | 0 | 3 | 171:153 | +18   | 13:6   |
| 5.       | UHC Salzburg                   | 6 | 2 | 1 | 3 | 170:185 | −15   | 12:7   |
| 6.       | HcB Lauterach                  | 6 | 1 | 0 | 5 | 146:181 | −35   | 8:10   |
| 7.       | Handball Tirol FT              | 6 | 1 | 0 | 5 | 146:181 | −35   | 3:10   |
| Endstand |                                |   |   |   |   |         |       |        |